# Leucothyreus cominius
Leucothyreus cominius är en skalbaggsart som beskrevs av Ohaus 1931. Leucothyreus cominius ingår i släktet Leucothyreus och familjen Rutelidae. Inga underarter finns listade i Catalogue of Life.